# Moc ve školní třídě
Moc je v sociálních vědách často definována jako potenciál ovlivňovat postoje, hodnoty a jednání jiné osoby nebo skupiny osob. Moc je v pedagogických vědách chápána jako neutrální (ani negativní, ani pozitivní) pojem. Moc ve školní třídě je tedy chápána jako ovlivňování postojů, hodnot a jednání, probíhající mezi dvěma stranami – učitelem a žákem. Ze své podstaty je moc svým charakterem jak emancipační, ve smyslu rozšiřování vlastních svobod tím, že mohu něco učinit, tak donucující a omezující, vzhledem k tomu, že udržuji moc ve svých rukou a omezuji svobody druhých. Moc definujeme podle jejích základních vlastností na cirkularitu, situačnost a reciprocitu.
Rozdělení moci:
1)    Cirkularita moci znamená, že moc je ve školních třídách všudypřítomná. Moc se ze třídy neztrácí, není nikým vlastněna a stále cirkuluje po třídě.
2)    Situačnost ukazuje na fakt, že uspořádání mocenských vztahů se neustále proměňuje dle situací.
3)    Reciprocitu pak popisujeme ve smyslu vztahu, ve kterém dochází ke vzájemnému ovlivňování postojů, hodnot a jednání

## Báze moci učitelů[6]

### Báze moci –(French and Raven's bases of power)
Báze moci představují rozdělení moci do samostatných a zřetelných forem využitelných učiteli. Moc můžeme ve vztahu k učiteli chápat jako jeho schopnost ovlivnit žáky v tom, aby činili, co po nich požaduje.
1)    Informační
Učitel má organizační informaci, kterou předává svým žákům. Toto sdělení vytváří hranice hranice pro žáka. Např. „Za pololetí musíte nasbírat minimálně 50 bodů.“ Pokud by žák nenasbíral 50 bodů, nebude splňovat kritéria pro úspěšné hodnocení, a to může vést k opakování ročníku.
2)    Legitimní
Učitel v tomto případě čerpá ze společenské funkce a postavení. Ve škole je učitel hierarchicky nadřazen žákovi, má možnost odvolat se k vyšší formální autoritě (např. řediteli). Např. „Jsem Váš učitel, takže o tom rozhoduji já.“ či „Budete mi vykat.“
3)    Donucovací
Moc učitele (respektování jeho požadavků) vychází z žákovy potřeby vyhnout se trestu. Učitel má možnost žáka při neuposlechnutí či nesplnění zadaného úkolu sankcionovat (formou špatných známek či kritikou před třídou). Např. „Pokud se budete dále chovat takto, dám Vám nějaký test/poznámku.“
4)     Odměňující
Moc učitele je určována snahou žáka získat co odměnu ve formě hmotné (body, známky), psychologické (pochvala) či vztahové (pochvala před žáky). Učitel má odměny a možnost odměňovat. Např. „Chválím Jirku, že pořád zapomíná a dnes má jako jediný vypracovaný domácí úkol.“
5)     Expertní
Vychází z učitelovy znalosti oboru nebo ze zvládnutí výukových metod. Vliv učitele na žáky vychází z jejich vnímání učitele jako experta, odborníka s má doloženými znalostmi (titul). Např. učitel má knihu, kterou napsal, oproti dětem látku umí. Např. žák: „Když mi něco učitelka vysvětluje, je to srozumitelné a chápu to.“
6)     Vztahová (referenční)
Tato konstelace vychází z identifikace žáka s učitelem, na základě sympatií a náklonnosti. Učitel stojí o zájem dětí, o osobitý vztah. Vztah učitele a žáka je v tomto případě stavěn na vysokou pozici důležitosti. Např. milovaný učitel: „Tys mě teda zklamal.“ nebo „Budu zklamaný, pokud…“, žák: „Chtěl bych být jako náš učitel.“, „S touto učitelkou mám hodně společného.“

## Mocenské strategie jednání žáků
Typologie žákovského chování při adaptaci na požadavky učitele dle Woodse popisuje, jak žáci souzní či nesouzní s cíli a prostředky školy a jak se to projevuje v jejich chování, kterým ovlivňují výuku.
1)    Konformita
Konformita se projevuje zejména žákovým nadšeným souhlasem s cíli učitele a školy i s postupy jejich plnění. To znamená, že se žáci při hodině aktivně hlásí, chtějí prezentovat svoji předem připravenou práci a tím tak dávají učiteli najevo své zaujetí učebním obsahem.
2)    Ritualismus
Žáci akceptují základní stanovené školní normy, ale vnitřně se s nimi neztotožňují. Žáci tedy plní požadavky učitele, ale primárně jen proto, aby na sebe nepřipoutali jeho pozornost a nevystavili se riziku sankce, např. že je zadaný úkol „odbytý“.
3)    Únik
Únik je chápán jako žákovská lhostejnost k cílům školy a školním normám, která se projevuje v tom, že žáci se namísto plnění požadavků učitele věnují nenápadným únikovým činnostem. Žáci se např. oddávají dennímu snění, kreslení do sešitů, na lavici apod.
4)    Kolonizace
Žáci předstírají přijetí školních norem a postupů. Školní normy a postupy ale využívají hlavně k naplňování vlastních cílů. Například vyžadují další výklad učitele z důvodu, aby odvrátili hrozící zkoušení.
5)     Nesmiřitelnost
Žáci jsou lhostejní k cílům školy a odmítají školní normy. Projevy žákovských nesouhlasů bývají v podobě hlasitého provokování, vykřikování, vyrušování a kladení odporu. Žáci dávají učiteli jasně najevo, že s ním nesouhlasí a nebudou se výuce nijak přizpůsobovat.
6)    Rebelie
Je žákovské odmítnutí cílů školy i požadavků učitele. Žáci nesouhlasí se tématy naplňování hodin. Žákovské rebelie je učitelem brána jako vzpoura. Příkladem může být chození za školu, vykřikování, úplné vyhýbání se povinnostem.
K moci ve vztahu k žákům se váže pojem rezistence, který je definován jako opačné jednání k něčemu, s čím jedinec nebo skupina nesouhlasí a můžeme ji chápat jako soutěž o moc. Jedná se tedy o projevy, kterými se žáci snaží vyhnout požadavkům učitele či dosáhnout vlastního záměru. Patří mezi ně např. neochota učit se, odmítání školy, neangažovanost a apatie, neplnění požadavků či vzpurnost.

## Mocenské konstelace mezi učiteli a žáky
Aktuální podoba mocenského uspořádání ve školní třídě se v první řadě odvíjí od zájmů, které učitelé a žáci mají a kterých by v prostředí školní třídy chtěli dosáhnout. Učitelé i žáci přicházejí do školy s určitými snahami, zájmy a cíli, z nichž některé mohou sdílet, ale jiné mohou být zcela odlišné. Pokud učitelé a žáci vnímají cíle situace rozdílně, je uspořádání moci problematické a přispívá ke konfliktu. Alespoň částečná shoda je totiž podmínkou procesů vyučování a učení.
|                     | Společné cíle  | Rozdílné cíle |
| Centralizace moci   | Zobání z ruky  | Přesilovka    |
| Decentralizace moci | Cirkulace moci | Tahanice      |

Mocenské konstelace představují vztah mezi dominancí učitele a cíli, které má s žáky společné či nikoli.
Tabulka zachycuje hlavní rozdíly mezi konstelacemi. Zobání z ruky a přesilovka představují konstelace s výraznou centralizací moci na straně učitele, při cirkulaci moci a tahanici je moc na straně naopak decentralizovaná. Definice situace (tedy společné cíle) v případě zobání a cirkulace učitel a žáci sdílejí, u přesilovky a tahanice ne. Šipky představují personální orientaci (učitel klade důraz na vztahy s žáky) versus orientace obsahová (učitel klade důraz na obsah vyučovací hodiny).
1)    Zobání z ruky
Zobání z ruky je typické projevem dominance učitele. Moc učitele je žáky uznávaná a obě strany mají společné cíle a společný náhled na situaci. Žáci i učitel se shodují na tom, že škola je místem vyučování a učení. Tato konstelace se projevuje pozitivními emocemi a více než na obsah dávají obě strany důraz na osobní stránku svých vzájemných interakcí. V hodinách učitelé navozují pocit vzájemné blízkosti – dávají žákům najevo, že je dobře znají a že jim na nich záleží.
2)    Přesilovka
Přesilovka je typická centralizací moci učitele. Učitel a žáci nesdílejí společnou definice situace – cílem učitele je vyučovat daný obsah, cílem žáků je hodinu přežít. Žáci nejsou sami aktivní, plní ale požadavky učitele, aby na sebe zbytečně neupozorňovali a vyhnuli se případným sankcím. Velká snaha zapojit znuděné žáky vede učitele ke zjednodušování kladených otázek. Při větší nespolupráci žáků je v těchto situacích typické učitelovo zvýšení hlasu a napomínání žáků.
3)    Cirkulace moci (posouvání moci dokola)
Učitel slevuje ze své dominance, moc je rozdělena mezi ním a žáky ve třídě. Učitel a žáci mají stejnou definici situace – škola je místem učení a práce. Klima, ve kterém se cirkulace moci odehrává, není tak emotivní jako klima konstelace zobání z ruky. Učitel se sice chová přátelsky a podpůrně, ale nedává najevo, že by ho žáci dokázali nadchnout nebo naopak urazit - jeho vstřícnost je založena především na tom, že akceptuje velmi širokou škálu žákovských odpovědí, bez toho, že by je kritizoval. V této výuce se nejčastěji objevuje skupinová práce, diskuse, hraní rolí, projekty a jejich prezentace před třídou.
4)    Tahanice
Tahanice je nevydařené posouvání moci dokola, tj. nevydařená cirkulace. Moc je decentralizovaná a přelévá se mezi učitelem a žáky, nemají společnou definici situace. Učitel chce vyučovat a přimět žáky k práci, žáci berou vyučování jako příležitost k poznání vlastní moci a pobavení se. Hodiny jsou typické vysokou hladinou hluku. Učitelé mají problém přitáhnout pozornost žáků, část třídy vždy dělá něco jiného, než učitel zadal (baví se, poslouchá hudbu, čte si časopisy, pracuje na úkolech do jiných předmětů).